# Serielle Sanierung
Eine serielle Sanierung ist eine (energetische) Sanierung mit in der Fabrik vorgefertigten Bauelementen. Wesentlicher Vorteil einer seriellen Sanierung ist eine schnellere Montage auf der Baustelle. Derzeit ist die präzise Vorfertigung der Bauteile jedoch noch teurer, weswegen die Bundesregierung versucht serielle Sanierungen mit einem speziellen Bonus in der Bundesförderung für effiziente Gebäude (BEG) sowie Unterstützungen für Pilotprojekte und den Aufbau von Produktionskapazitäten anzureizen. Es handelt sich mit 15 % um den höchsten Bonus, den es für Sanierungen gibt.
Entwickelt wurde das Konzept der seriellen Sanierung im niederländischen Konzept des Energiesprongs. Hierbei handelt es sich um eine spezielle Unterform einer seriellen Sanierung mit dem Ziel eines Nullenergiehauses.